# زامبوانجا سيبوجاي
زامبوانجا سيبوجاي هي مقاطعة في الفلبين، تتبع شبه جزيرة زامبوانجا، بلغ عدد سكانها 584٬685 نسمة، في 2010، عاصمتها Ipil, Zamboanga Sibugay ‏، تبلغ مساحتها 3٬607٫75 كيلومتر مربع، رمزها البريدي هو 7001–7039.

## الموقع
تشترك في الحدود مع:
- زامبوانجا ديل نورت
- زامبوانجا ديل سور
- مدينة زامبوانجا.

## التقسيمات الإدارية
- Alicia, Zamboanga Sibugay [الإنجليزية]‏
- Buug [الإنجليزية]‏
- Diplahan [الإنجليزية]‏
- Imelda, Zamboanga Sibugay [الإنجليزية]‏
- Ipil, Zamboanga Sibugay [الإنجليزية]‏
- Kabasalan [الإنجليزية]‏
- Mabuhay, Zamboanga Sibugay [الإنجليزية]‏
- Malangas [الإنجليزية]‏
- Naga, Zamboanga Sibugay [الإنجليزية]‏
- Olutanga, Zamboanga Sibugay [الإنجليزية]‏
- Payao, Zamboanga Sibugay [الإنجليزية]‏
- Roseller Lim, Zamboanga Sibugay [الإنجليزية]‏
- سياي [الإنجليزية]‏
- Talusan [الإنجليزية]‏
- Titay [الإنجليزية]‏
- Tungawan [الإنجليزية]‏.